# Antonín Bečvář
Antonín Bečvář (ˈantoɲiːn ˈbɛtʃvaːr̝̊; Stará Boleslav, 10 giugno 1901 – Stará Boleslav, 10 gennaio 1965) è stato un astronomo ceco, che lavorò principalmente in Slovacchia.

## Biografia
La malattia che lo accompagnò per tutta la vita lo portò sugli Alti Tatra, dove fondò l'Osservatorio astronomico di Skalnaté Pleso.
Bečvář è particolarmente noto per le sue mappe stellari.
Diresse la compilazione dell'Atlas Coeli Skalnate Pleso (1951), pubblicato dalla Sky Publishing Corporation con il nome Skalnate Pleso Atlas of the Heavens, che rappresentò lo stato dell'arte degli atlanti di questo tipo fino a quando nel 1981 fu pubblicato lo Sky Atlas 2000.0 di Wil Tirion.
Compilò anche l'Atlas eclipticalis, 1950.0 (1958), l'Atlas borealis 1950.0 (1962) e l'Atlas australis 1950.0 (1964).
Scoprì la cometa C/1947 F2 Becvar.

## Onorificenze
L'asteroide 4567 Bečvář e il cratere lunare Bečvář furono così chiamati in suo onore.
Il compositore statunitense d'Avant-garde John Cage usò le mappe stellari di Bečvář come base per parecchi lavori: Atlas Eclipticalis (1961–62), Etudes Australes (1974–75), Etudes Boreales (1978) e Freeman Études (1977–80, 1989–90).